# 김형동
김형동(金亨東, 1975년 3월 25일~)은 대한민국의 법조인, 정치인이다. 제21·22대 국회의원이다.

## 학력
- 안동국민학교 졸업
- 경덕중학교 졸업
- 안동고등학교 졸업
- 서울대학교 언론정보학 학사

## 생애
1975년 3월 25일, 경상북도 안동시 도산면 태자리에서 김용한(金龍漢)과 의성 김씨 김두연(金斗淵)의 딸 김정자(金貞子)의 장남으로 태어났다. 안동국민학교, 경덕중학교, 안동고등학교를 졸업하고, 서울대학교 언론정보학 학사 학위를 취득하였다.
2003년 제45회 사법시험에 합격하고 사법연수원을 제35기로 수료하였다. 이후 한국노동조합총연맹에서 15년간 조합원들을 위한 법률자문을 했으며, 법무법인 중앙법률원 대표변호사, 노동법이론 실무학회 이사 등을 지냈다.
제21대 국회의원 선거에서 47.1%의 득표율로 1위로 당선되어 제21대 국회의원에 재임하였다. 제21대 전반기 국회 당시 행정안전위원회 법안심사 제1소위원회 위원으로 군위군의 대구 편입을 반대했다. 군위군 측에서 거센 반발이 있었고 경찰들을 동원해 해당 시위대를 해산시켰다. 제21대 후반기 국회 원구성 결과 환경노동위원회로 배정, 고용노동법안심사소위원회 위원을 맡았다. 2023년 12월 26일, 국민의힘 비상대책위원장의 비서실장으로 임명되었다.
2024년 4월 10일, 제22대 국회의원 선거에서 승리하여 제22대 국회의원에 재선하며 재임하였다.

## 경력

### 주요 경력
- 제21대 총선 미래통합당 중앙선거대책위원회 특별위원장
- 2020년: 제21대 국회의원(경북 안동시·예천군, 미래통합당, 초선)
- 2020년: 미래통합당 경북도당 안동시·예천군 당협위원장
- 2021년: 국민의힘 경북도당 안동시·예천군 당협위원장
- 2023년: 국민의힘 노동위원장
- 2023년: 국민의힘 지역 필수 의료 혁신 태스크포스 위원
- 2023년: 국민의힘 비상대책위원장 비서실장
- 2024년: 제22대 국회의원(경북 안동시·예천군, 국민의힘, 재선)

### 그외 경력
- 사법시험 45회 합격
- 사법연수원 35기 수료
- 한국NCP 민간위원
- 이주노동희망센터 이사
- 한국노동조합총연맹 중앙법률원 부원장
- 법무법인 중앙법률원 대표변호사
- 2024년: 천태종 중앙신도회 회장

## 역대 선거 결과
|  | 47.10% |

|  | 67.47% |

## 소속 정당
| 소속 정당 | 소속 정당  | 소속 기간 | 비고      |
| --------- | ---------- | --------- | --------- |
|           | 미래통합당 | 2020      | 정계 입문 |
|           | 국민의힘   | 2020~현재 | 당명 변경 |

## 같이 보기
- 안동시·예천군
- 안동시의 국회의원
- 예천군의 국회의원